# 부대찌개
부대찌개(部隊 - )는 문자 그대로 군부대의 찌개란 뜻으로, 서양의 스튜처럼 진한 대한민국의 국물 요리이다. 가장 일반적으로 쓰이는 재료는 햄, 소시지, 베이크트 빈즈, 김치, 라면, 떡, 두부, 당면, 각종 채소 등이 있다.

## 유래
한국 전쟁이 일어난 후 한국은 먹거리가 부족하게 되었다. 이에 미군과 관련된 일을 하던 한국 사람들이 경기도 동두천시와 양주시, 의정부안녕 평택시, 전라북도 군산시에 주둔하던 미군 부대의 핫도그나 깡통에 든 햄(예를 들어 스팸)을 이용하여 고추장과 함께 찌개를 만들었다. 초기에는 미군이 먹다 남거나 미군의 보급품을 몰래 빼낸 음식을 재료로 사용하였기에 부대라는 명칭이 붙었다. 
가난에서 벗어난 1970년대 이후에도 여전히 인기 있는 요리로서, 즉석식품인 라면사리를 첨가하기도 한다. 휴전선 인접 지역인 의정부시는 예전에  미국 육군 군사 기지가 많이 들어서 있던 곳이었기에 부대찌개로 유명하다. 의정부하면 부대찌개라는 말도 있다. 평택시도 미국 공군 군사 기지가 많이 들어서 있는 곳이며 부대찌개로 유명하다.

## 형식
크게 의정부식과 송탄식으로 나뉜다.
- 의정부식: 맑은 육수를 사용하고 소시지와 햄을 적당히 넣어 김치 맛과 잘 어우러져 개운하고 시원한 맛을 낸다.
- 송탄식: 의정부식에 비해 소시지와 햄을 훨씬 많이 넣고 치즈를 첨가하여 맛이 진하다.

## 존슨탕
서울특별시 용산구에 주둔했던 미군 부대를 중심으로 발달한 부대찌개의 한 형태를 존슨탕이라고 부른다.
‘존슨탕’이라는 명칭은 1966년 린든 B. 존슨 미국 대통령의 방한에서 유래되었다고 한다. 존슨탕은 서울에서만 볼 수 있고, 사골로 국물을 내고 라면과 김치가 들어가지 않는 등 부대찌개와 구별된다고도 한다.

## 같이 보기
- 된장찌개
- 김치찌개
- 순두부찌개